# دون إيدي (مدرب رياضي)
دون إيدي (بالإنجليزية: Don Eddy) هو مدرب رياضي أمريكي، ولد في 16 ديسمبر 1935 في كينوفا في الولايات المتحدة، وتوفي في 5 نوفمبر 2017.